# كأس خادم الحرمين الشريفين 2024–25
كأس خادم الحرمين الشريفين 2024–25 هو النسخة الخمسون من مسابقة كأس خادم الحرمين الشريفين منذ انطلاقتها عام 1957، التي ينظمها الاتحاد السعودي لكرة القدم بمشاركة 32 فريقاً للموسم الثاني، حسبما أقر الاتحاد السعودي لكرة القدم مشاركة أندية دوري روشن السعودي، وأندية دوري يلو للمحترفين من مسابقات الاتحاد السعودي لكرة القدم للموسم 2024-25، تقام المسابقة من خمسـة مراحل، بنظام خروج المغلوب من مباراة واحدة في جميع الأدوار الإقصائية بدء من دور الثاني والثلاثين تم تقسيم الفرق المشاركة في هذه البطولة إلى مستويين، يضم المستوى الأول فرق دوري روشن السعودي السعودي، فيما يمثل المستوى الثاني بقية الفرق الصاعدين لدوري روشن السعودي والفرق الهابطة من دوري روشن الموسم الفائت وأندية دوري يلو للدرجة الأولى، تعلب المرحلة الأولى بمواجهة مباشرة بين فرق المستوى الأول وفرق المستوى الثاني حسب قرعة، على أن يتم إجراء قرعة مفتوحة بعد كل دور إقصائي حتى دور نصف النهائية من المسابقة.

### الجدول الزمني
جدول المسابقة على النحو التالي.
| تنظيم المسابقة | الدور       | نوع القرعة         | تاريخ سحب القرعة | لعبت خلال الفترة من | لعبت خلال الفترة من |
| -------------- | ----------- | ------------------ | ---------------- | ------------------- | ------------------- |
| خروج المغلوب   | دور 32      | قرعة موجهة/ مفتوحة | 12 يونيو 2024    | 22 سبتمبر 2024      | 25 سبتمبر 2024      |
| خروج المغلوب   | دور 16      | قرعة مفتوحة        | 26 سبتمبر 2024   | 28 أكتوبر 2024      | 30 أكتوبر 2024      |
| خروج المغلوب   | ربع النهائي | قرعة مفتوحة        | 30 أكتوبر 2024   | 06 يناير 2025       | 07 يناير 2025       |
| خروج المغلوب   | نصف النهائي | قرعة مفتوحة        | 08 يناير 2025    | 01 أبريل 2025       | 02 أبريل 2025       |
| خروج المغلوب   | النهائي     | —                  | —                | 30 مايو 2025        | 30 مايو 2025        |

### الفرق المشاركة
أقر الاتحاد السعودي لكرة القدم في هذا الموسم مشاركة 32 فريقًا للمنافسة على لقب مسابقة كأس خادم الحرمين الشريفين 2024–25، بمشاركة 16 فريق من دوري روشن السعودي بالإضافة إلى 16 فريق من دوري يلو للدرجة الأولى. أعلن الاتحاد السعودي لكرة القدم تحديد يوم الأربعاء 12 يونيو 2024 موعد قرعة بطولة كأس خادم الحرمين الشريفين للموسم الرياضي 2024-2025. وذلك في تمام الساعة السابعة مساءً.
قسمت الفرق المشاركة في المرحلة الأولى إلى مستويين، ضمّ المستوى الأول أندية دوري روشن بالإضافة لنادي القادسية بطل دوري الدرجة الأولى (دوري يلو) ليكون عددها 16 فريقًا وهي الهلال، النصر، الأهلي، التعاون، الاتحاد، الاتفاق، الفتح، الشباب، الفيحاء، ضمك، الخليج، الرائد، الوحدة، الرياض، الأخدود، القادسية الصاعد حديثًا لدوري المحترفين السعودي. ويضم المستوى الثاني 16 فريقًا حيث جاء في هذا المستوى كل من الفرق الصاعدة حديثًا لدوري روشن السعودي وهي نادي العروبة، الخلود والفرق الهابطة من دوري روشن الموسم الفائت وهم أبها، الطائي، الحزم، وأندية دوري يلو للدرجة الأولى وهم نادي العربي، العدالة، الفيصلي، الباطن، الجبلين، النجمة، الصفا، الجندل، ونادي جدة، العين، البكيرية.

#### الفرق المشاركة حسب توزيع الجغرافي
| م  | المستوى الأول (فرق دوري روشن السعودي) | المستوى الأول (فرق دوري روشن السعودي) | المستوى الأول (فرق دوري روشن السعودي)            | المستوى الأول (فرق دوري روشن السعودي) | م  | المستوى الثاني (فرق دوري روشن/يلو للدرجة الأولى) | المستوى الثاني (فرق دوري روشن/يلو للدرجة الأولى) | المستوى الثاني (فرق دوري روشن/يلو للدرجة الأولى)         | المستوى الثاني (فرق دوري روشن/يلو للدرجة الأولى) |
| م  | الفريق                                | المدينة                               | الملعب                                           | الحالة                                | م  | الفريق                                           | المدينة                                          | الملعب                                                   | الحالة                                           |
| -- | ------------------------------------- | ------------------------------------- | ------------------------------------------------ | ------------------------------------- | -- | ------------------------------------------------ | ------------------------------------------------ | -------------------------------------------------------- | ------------------------------------------------ |
| 1  | نادي الهلال                           | الرياض                                | ملعب المملكة أرينا                               | آخر بطل توج باللقب (11)               | 1  | نادي العروبة                                     | الجوف                                            | ملعب نادي العروبة                                        | صعد إلى دوري روشن السعودي                        |
| 2  | نادي النصر                            | الرياض                                | الأول بارك                                       | بطل سابق (6)                          | 2  | نادي الخلود                                      | الرس                                             | ملعب نادي الحزم                                          | صعد إلى دوري روشن السعودي                        |
| 3  | النادي الأهلي                         | جدة                                   | استاد مدينة الأمير عبد الله الفيصل الرياضية      | بطل سابق (13)                         | 3  | نادي أبها                                        | أبها                                             | ملعب نادي ضمك (خميس مشيط)                                | هبط إلى دوري يلو للدرجة الأولى                   |
| 4  | نادي التعاون                          | بريدة                                 | ملعب نادي الرائد                                 | بطل سابق (1)                          | 4  | نادي الطائي                                      | حائل                                             | استاد مدينة الأمير عبد العزيز بن مساعد الرياضية          | هبط إلى دوري يلو للدرجة الأولى                   |
| 5  | نادي الاتحاد                          | جدة                                   | استاد مدينة الأمير عبد الله الفيصل الرياضية      | بطل سابق (9)                          | 5  | نادي الحزم                                       | الرس                                             | استاد مدينة الملك عبد الله الرياضية (بريدة)              | هبط إلى دوري يلو للدرجة الأولى                   |
| 6  | نادي الاتفاق                          | الدمام                                | ملعب نادي الاتفاق                                | بطل سابق (2)                          | 6  | النادي العربي                                    | عنيزة                                            | ملعب إدارة التعليم                                       |                                                  |
| 7  | نادي الفتح                            | الأحساء                               | استاد مدينة الأمير عبد الله بن جلوي الرياضية     |                                       | 7  | نادي العدالة                                     | الأحساء                                          | استاد مدينة الأمير عبد الله بن جلوي الرياضية             |                                                  |
| 8  | نادي الشباب                           | الرياض                                | ملعب نادي الشباب                                 | بطل سابق (3)                          | 8  | نادي الفيصلي                                     | حرمة                                             | استاد مدينة الملك سلمان بن عبد العزيز الرياضية (المجمعة) | بطل سابق (1)                                     |
| 9  | نادي الفيحاء                          | المجمعة                               | استاد مدينة الملك سلمان بن عبد العزيز الرياضية   | بطل سابق (1)                          | 9  | نادي الباطن                                      | حفر الباطن                                       | ملعب نادي الباطن                                         |                                                  |
| 10 | نادي ضمك                              | خميس مشيط                             | ملعب نادي ضمك                                    |                                       | 10 | نادي الجبلين                                     | حائل                                             | استاد مدينة الأمير عبد العزيز بن مساعد الرياضية          |                                                  |
| 11 | نادي الخليج                           | سيهات                                 | استاد مدينة الأمير محمد بن فهد الرياضية (الدمام) |                                       | 11 | نادي النجمة                                      | عنيزة                                            | ملعب إدارة التعليم                                       |                                                  |
| 12 | نادي الرائد                           | بريدة                                 | ملعب نادي الرائد                                 |                                       | 12 | نادي الصفا                                       | صفوى                                             | ملعب نادي الصفا                                          |                                                  |
| 13 | نادي الوحدة                           | مكة المكرمة                           | استاد مدينة الملك عبدالعزيز الرياضية             | بطل سابق (2)                          | 13 | نادي الجندل                                      | الجوف                                            | ملعب نادي العروبة                                        |                                                  |
| 14 | نادي الرياض                           | الرياض                                | استاد مدينة الأمير فيصل بن فهد الرياضية          |                                       | 14 | نادي جدة                                         | جدة                                              | استاد مدينة الأمير عبد الله الفيصل الرياضية              |                                                  |
| 15 | نادي الأخدود                          | نجران                                 | استاد مدينة الأمير هذلول بن عبد العزيز الرياضية  |                                       | 15 | نادي العين                                       | الباحة                                           | مدينة الملك سعود الرياضية                                |                                                  |
| 16 | نادي القادسية                         | الخبر                                 | استاد مدينة الأمير محمد بن فهد الرياضية (الدمام) | صعد إلى دوري روشن السعودي             | 16 | نادي البكيرية                                    | البكيرية                                         | استاد مدينة الملك عبد الله الرياضية (بريدة)              |                                                  |

### دور الثاني والثلاثين

#### قرعة دور الثاني والثلاثين
سحبت يوم الأربعاء 12 يونيو 2024 قرعة دور الثاني والثلاثين من بطولة كأس خادم الحرمين الشريفين للموسم الرياضي 2024-25، في مقرّ استوديوهات قنوات "SSC" الرياضية في العاصمة الرياض، شارك نعيم البكر رئيس لجنة المسابقات في الاتحاد السعودي لكرة القدم في تقديم مراسم القرعة وعرض آلية القرعة بنظامها الجديد للحضور من ممثلي الأندية والرياضيين ووسائل الإعلام. قبل بدء اجراءت القرعة تم وضع وعائين منفصلين لكل مستوى، احتوت أوعية كل من المستوى الأول والمستوى الثاني على كرات متماثل الشكل خضراء اللون بعدد الفرق المشاركة، بداخل كل واحدة منها اسم الفريق المشارك في البطولة، بدأت إجراءات القرعة بسحب كرة واحدة من كرات المستوى الأول من قبل الكابتن السابق الحسن اليامي لتوضع في الوعاء الثالث ومن ثم سحب كرة واحدة من كرات المستوى الثاني من قبل كابتن السابق منصور الموسى لتوضع في الوعاء الثالث، من بين الكراتين في الوعاء الثالث تمت عملية السحب من قبل حارس نادي النهضة والمنتخب السعودي سابقاً الكابتن خالد الدوسري تمثل سحب الكرة الأولى للكشف عن اسم الفريق المستضيف وفيما تعتبر سحب الكرة الثانية للكشف عن اسم الفريق الضيف، ثم تم تكرار عملية السحب والاقتراع بذات الطريقة وتسكين باقي المباريات بالترتيب تصاعدياً حتى المباراة رقم (16) من دور الثاني والثلاثين. نظمة آلية القرعة بحيث تكون قرعة مفتوحة وموجهة إذ تحدد مواجهات مباشرة بين فرق مستوى الأول مقابل فرق من المستوى الثاني في دور الثاني والثلاثين.
|  |  |  |  |  |  |  |  |  |  |  |  | وعاء (1) فرق المستوى الأول (16 فريق) | وعاء (1) فرق المستوى الأول (16 فريق) | وعاء (1) فرق المستوى الأول (16 فريق) | وعاء (1) فرق المستوى الأول (16 فريق) | وعاء (1) فرق المستوى الأول (16 فريق) | وعاء (1) فرق المستوى الأول (16 فريق) |                                |                                |                                                              |                                |  |  |                               |                               |                               |                               | وعاء (2) فرق المستوى الثاني (16 فريق) | وعاء (2) فرق المستوى الثاني (16 فريق) | وعاء (2) فرق المستوى الثاني (16 فريق) | وعاء (2) فرق المستوى الثاني (16 فريق) | وعاء (2) فرق المستوى الثاني (16 فريق) | وعاء (2) فرق المستوى الثاني (16 فريق) |  |  |  |  |  |  |  |  |  |  |  |  |  |  |
|  |  |  |  |  |  |  |  |  |  |  |  | وعاء (1) فرق المستوى الأول (16 فريق) | وعاء (1) فرق المستوى الأول (16 فريق) | وعاء (1) فرق المستوى الأول (16 فريق) | وعاء (1) فرق المستوى الأول (16 فريق) | وعاء (1) فرق المستوى الأول (16 فريق) | وعاء (1) فرق المستوى الأول (16 فريق) |                                |                                |                                                              |                                |  |  |                               |                               |                               |                               | وعاء (2) فرق المستوى الثاني (16 فريق) | وعاء (2) فرق المستوى الثاني (16 فريق) | وعاء (2) فرق المستوى الثاني (16 فريق) | وعاء (2) فرق المستوى الثاني (16 فريق) | وعاء (2) فرق المستوى الثاني (16 فريق) | وعاء (2) فرق المستوى الثاني (16 فريق) |  |  |  |  |  |  |  |  |  |  |  |  |  |  |
|  |  |  |  |  |  |  |  |  |  |  |  |                                      |                                      |                                      |                                      |                                      |                                      |                                |                                | وعاء القرعة (3) في كل قرعة يتم اسقاط كرة واحد فقط من كل وعاء |                                |  |  |                               |                               |                               |                               |                                       |                                       |                                       |                                       |                                       |                                       |  |  |  |  |  |  |  |  |  |  |  |  |  |  |
|  |  |  |  |  |  |  |  |  |  |  |  |                                      |                                      |                                      |                                      |                                      |                                      |                                |                                |                                                              |                                |  |  |                               |                               |                               |                               |                                       |                                       |                                       |                                       |                                       |                                       |  |  |  |  |  |  |  |  |  |  |  |  |  |  |
|  |  |  |  |  |  |  |  |  |  |  |  |                                      |                                      |                                      |                                      |                                      |                                      |                                |                                |                                                              |                                |  |  |                               |                               |                               |                               |                                       |                                       |                                       |                                       |                                       |                                       |  |  |  |  |  |  |  |  |  |  |  |  |  |  |
|  |  |  |  |  |  |  |  |  |  |  |  |                                      |                                      |                                      |                                      | سحب الأول يمثل الفريق المستضيف       | سحب الأول يمثل الفريق المستضيف       | سحب الأول يمثل الفريق المستضيف | سحب الأول يمثل الفريق المستضيف | سحب الأول يمثل الفريق المستضيف                               | سحب الأول يمثل الفريق المستضيف |  |  | سحب الثانية يمثل الفريق الضيف | سحب الثانية يمثل الفريق الضيف | سحب الثانية يمثل الفريق الضيف | سحب الثانية يمثل الفريق الضيف | سحب الثانية يمثل الفريق الضيف         | سحب الثانية يمثل الفريق الضيف         |                                       |                                       |                                       |                                       |  |  |  |  |  |  |  |  |  |  |  |  |  |  |

#### نتائج قرعة دور الثاني والثلاثين
بإجراء قرعة بطولة كأس خادم الحرمين الشريفين للموسم الرياضي 2024-25 بالتنظيم الجديد للقرعة الذي يطبق للموسم الثاني من خلال تحديد مستويين للفرق المشاركة، ضم المستوى الأول فرق دوري روشن سعودي للموسم الحالي باستثناء العروبة والخلود اللذين حضرا في المستوى الثاني مع فرق دوري يلو للدرجة الأولى، أسفرت قرعة دور الثاني والثلاثين لبطولة كأس خادم الحرمين عن مواجهات سهلة للفرق المنافسة على اللقب، حيث يستضيف البكيرية مضيفه نادي الهلال بطل النسخة الأخيرة فيما يحل وصيف النسخة الماضية فريق النصر ضيفاً على نادي الحزم ويستضيف الأهلي نظيره نادي الجندل ويستضيف الاتحاد نادي العين، ويستضيف الاتفاق نظيره نادي العدالة فيما يستضيف القادسية نظيره العروبة ويستضيف الأخدود نظيره نادي العربي فيما يحل الفيصلي ضيفاً على نادي الوحدة، ويحل التعاون ضيفاً على نادي أبها، ويستضيف الفيحاء نظيره نادي الباطن، ويحل الخليج ضيفاً على نادي الطائي، ويستضيف الخلود نادي الشباب ويستضيف الجبلين نظيره نادي الفتح، فيما يحل الرائد ضيفاً على نادس جدة، ويستضيف النجمة نظيره نادي ضمك ويحل نادي الرياض ضيفاً على نادي الصفا.
| م  | المستوى الأول (فرق دوري روشن السعودي) | المستوى الأول (فرق دوري روشن السعودي) | المستوى الأول (فرق دوري روشن السعودي) | المستوى الأول (فرق دوري روشن السعودي) | المستوى الأول (فرق دوري روشن السعودي) | المستوى الأول (فرق دوري روشن السعودي) | المستوى الأول (فرق دوري روشن السعودي) | المستوى الأول (فرق دوري روشن السعودي) | المستوى الأول (فرق دوري روشن السعودي) | المستوى الأول (فرق دوري روشن السعودي) | المستوى الأول (فرق دوري روشن السعودي) | المستوى الأول (فرق دوري روشن السعودي) | المستوى الأول (فرق دوري روشن السعودي) | المستوى الأول (فرق دوري روشن السعودي) | المستوى الأول (فرق دوري روشن السعودي) | المستوى الأول (فرق دوري روشن السعودي) | المستوى الأول (فرق دوري روشن السعودي) | المستوى الأول (فرق دوري روشن السعودي) | م  | المستوى الثاني (فرق دوري روشن/يلو للدرجة الأولى) | المستوى الثاني (فرق دوري روشن/يلو للدرجة الأولى) | المستوى الثاني (فرق دوري روشن/يلو للدرجة الأولى) | المستوى الثاني (فرق دوري روشن/يلو للدرجة الأولى) | المستوى الثاني (فرق دوري روشن/يلو للدرجة الأولى) | المستوى الثاني (فرق دوري روشن/يلو للدرجة الأولى) | المستوى الثاني (فرق دوري روشن/يلو للدرجة الأولى) | المستوى الثاني (فرق دوري روشن/يلو للدرجة الأولى) | المستوى الثاني (فرق دوري روشن/يلو للدرجة الأولى) | المستوى الثاني (فرق دوري روشن/يلو للدرجة الأولى) | المستوى الثاني (فرق دوري روشن/يلو للدرجة الأولى) | المستوى الثاني (فرق دوري روشن/يلو للدرجة الأولى) | المستوى الثاني (فرق دوري روشن/يلو للدرجة الأولى) | المستوى الثاني (فرق دوري روشن/يلو للدرجة الأولى) | المستوى الثاني (فرق دوري روشن/يلو للدرجة الأولى) | المستوى الثاني (فرق دوري روشن/يلو للدرجة الأولى) | المستوى الثاني (فرق دوري روشن/يلو للدرجة الأولى) | المستوى الثاني (فرق دوري روشن/يلو للدرجة الأولى) |
| م  | الفريق                                | ر.س                                   | 1                                     | 2                                     | 3                                     | 4                                     | 5                                     | 6                                     | 7                                     | 8                                     | 9                                     | 10                                    | 11                                    | 12                                    | 13                                    | 14                                    | 15                                    | 16                                    | م  | الفريق                                           | ر.س                                              | 1                                                | 2                                                | 3                                                | 4                                                | 5                                                | 6                                                | 7                                                | 8                                                | 9                                                | 10                                               | 11                                               | 12                                               | 13                                               | 14                                               | 15                                               | 16                                               |
| -- | ------------------------------------- | ------------------------------------- | ------------------------------------- | ------------------------------------- | ------------------------------------- | ------------------------------------- | ------------------------------------- | ------------------------------------- | ------------------------------------- | ------------------------------------- | ------------------------------------- | ------------------------------------- | ------------------------------------- | ------------------------------------- | ------------------------------------- | ------------------------------------- | ------------------------------------- | ------------------------------------- | -- | ------------------------------------------------ | ------------------------------------------------ | ------------------------------------------------ | ------------------------------------------------ | ------------------------------------------------ | ------------------------------------------------ | ------------------------------------------------ | ------------------------------------------------ | ------------------------------------------------ | ------------------------------------------------ | ------------------------------------------------ | ------------------------------------------------ | ------------------------------------------------ | ------------------------------------------------ | ------------------------------------------------ | ------------------------------------------------ | ------------------------------------------------ | ------------------------------------------------ |
| 1  | الهلال                                | 22                                    |                                       |                                       |                                       |                                       |                                       |                                       |                                       |                                       |                                       |                                       | Red X                                 |                                       |                                       |                                       |                                       |                                       | 1  | العروبة                                          | 4                                                |                                                  | Red X                                            |                                                  |                                                  |                                                  |                                                  |                                                  |                                                  |                                                  |                                                  |                                                  |                                                  |                                                  |                                                  |                                                  |                                                  |
| 2  | النصر                                 | 14                                    |                                       |                                       |                                       |                                       |                                       |                                       | Red X                                 |                                       |                                       |                                       |                                       |                                       |                                       |                                       |                                       |                                       | 2  | الخلود                                           | 23                                               |                                                  |                                                  |                                                  |                                                  |                                                  |                                                  |                                                  |                                                  |                                                  |                                                  |                                                  | Red X                                            |                                                  |                                                  |                                                  |                                                  |
| 3  | الأهلي                                | 9                                     |                                       |                                       |                                       |                                       | Red X                                 |                                       |                                       |                                       |                                       |                                       |                                       |                                       |                                       |                                       |                                       |                                       | 3  | أبها                                             | 11                                               |                                                  |                                                  |                                                  |                                                  |                                                  | Red X                                            |                                                  |                                                  |                                                  |                                                  |                                                  |                                                  |                                                  |                                                  |                                                  |                                                  |
| 4  | التعاون                               | 12                                    |                                       |                                       |                                       |                                       |                                       | Red X                                 |                                       |                                       |                                       |                                       |                                       |                                       |                                       |                                       |                                       |                                       | 4  | الطائي                                           | 19                                               |                                                  |                                                  |                                                  |                                                  |                                                  |                                                  |                                                  |                                                  |                                                  | Red X                                            |                                                  |                                                  |                                                  |                                                  |                                                  |                                                  |
| 5  | الاتحاد                               | 17                                    |                                       |                                       |                                       |                                       |                                       |                                       |                                       |                                       | Red X                                 |                                       |                                       |                                       |                                       |                                       |                                       |                                       | 5  | الحزم                                            | 13                                               |                                                  |                                                  |                                                  |                                                  |                                                  |                                                  | Red X                                            |                                                  |                                                  |                                                  |                                                  |                                                  |                                                  |                                                  |                                                  |                                                  |
| 6  | الاتفاق                               | 1                                     | Red X                                 |                                       |                                       |                                       |                                       |                                       |                                       |                                       |                                       |                                       |                                       |                                       |                                       |                                       |                                       |                                       | 6  | العربي                                           | 6                                                |                                                  |                                                  | Red X                                            |                                                  |                                                  |                                                  |                                                  |                                                  |                                                  |                                                  |                                                  |                                                  |                                                  |                                                  |                                                  |                                                  |
| 7  | الفتح                                 | 26                                    |                                       |                                       |                                       |                                       |                                       |                                       |                                       |                                       |                                       |                                       |                                       |                                       | Red X                                 |                                       |                                       |                                       | 7  | العدالة                                          | 2                                                | Red X                                            |                                                  |                                                  |                                                  |                                                  |                                                  |                                                  |                                                  |                                                  |                                                  |                                                  |                                                  |                                                  |                                                  |                                                  |                                                  |
| 8  | الشباب                                | 24                                    |                                       |                                       |                                       |                                       |                                       |                                       |                                       |                                       |                                       |                                       |                                       | Red X                                 |                                       |                                       |                                       |                                       | 8  | الفيصلي                                          | 8                                                |                                                  |                                                  |                                                  | Red X                                            |                                                  |                                                  |                                                  |                                                  |                                                  |                                                  |                                                  |                                                  |                                                  |                                                  |                                                  |                                                  |
| 9  | الفيحاء                               | 15                                    |                                       |                                       |                                       |                                       |                                       |                                       |                                       | Red X                                 |                                       |                                       |                                       |                                       |                                       |                                       |                                       |                                       | 9  | الباطن                                           | 16                                               |                                                  |                                                  |                                                  |                                                  |                                                  |                                                  |                                                  | Red X                                            |                                                  |                                                  |                                                  |                                                  |                                                  |                                                  |                                                  |                                                  |
| 10 | ضمك                                   | 30                                    |                                       |                                       |                                       |                                       |                                       |                                       |                                       |                                       |                                       |                                       |                                       |                                       |                                       |                                       | Red X                                 |                                       | 10 | الجبلين                                          | 25                                               |                                                  |                                                  |                                                  |                                                  |                                                  |                                                  |                                                  |                                                  |                                                  |                                                  |                                                  |                                                  | Red X                                            |                                                  |                                                  |                                                  |
| 11 | الخليج                                | 20                                    |                                       |                                       |                                       |                                       |                                       |                                       |                                       |                                       |                                       | Red X                                 |                                       |                                       |                                       |                                       |                                       |                                       | 11 | النجمة                                           | 29                                               |                                                  |                                                  |                                                  |                                                  |                                                  |                                                  |                                                  |                                                  |                                                  |                                                  |                                                  |                                                  |                                                  |                                                  | Red X                                            |                                                  |
| 12 | الرائد                                | 28                                    |                                       |                                       |                                       |                                       |                                       |                                       |                                       |                                       |                                       |                                       |                                       |                                       |                                       | Red X                                 |                                       |                                       | 12 | الصفا                                            | 31                                               |                                                  |                                                  |                                                  |                                                  |                                                  |                                                  |                                                  |                                                  |                                                  |                                                  |                                                  |                                                  |                                                  |                                                  |                                                  | Red X                                            |
| 13 | الوحدة                                | 7                                     |                                       |                                       |                                       | Red X                                 |                                       |                                       |                                       |                                       |                                       |                                       |                                       |                                       |                                       |                                       |                                       |                                       | 13 | الجندل                                           | 10                                               |                                                  |                                                  |                                                  |                                                  | Red X                                            |                                                  |                                                  |                                                  |                                                  |                                                  |                                                  |                                                  |                                                  |                                                  |                                                  |                                                  |
| 14 | الرياض                                | 32                                    |                                       |                                       |                                       |                                       |                                       |                                       |                                       |                                       |                                       |                                       |                                       |                                       |                                       |                                       |                                       | Red X                                 | 14 | جدة                                              | 27                                               |                                                  |                                                  |                                                  |                                                  |                                                  |                                                  |                                                  |                                                  |                                                  |                                                  |                                                  |                                                  |                                                  | Red X                                            |                                                  |                                                  |
| 15 | الأخدود                               | 5                                     |                                       |                                       | Red X                                 |                                       |                                       |                                       |                                       |                                       |                                       |                                       |                                       |                                       |                                       |                                       |                                       |                                       | 15 | العين                                            | 18                                               |                                                  |                                                  |                                                  |                                                  |                                                  |                                                  |                                                  |                                                  | Red X                                            |                                                  |                                                  |                                                  |                                                  |                                                  |                                                  |                                                  |
| 16 | القادسية                              | 3                                     |                                       | Red X                                 |                                       |                                       |                                       |                                       |                                       |                                       |                                       |                                       |                                       |                                       |                                       |                                       |                                       |                                       | 16 | البكيرية                                         | 21                                               |                                                  |                                                  |                                                  |                                                  |                                                  |                                                  |                                                  |                                                  |                                                  |                                                  | Red X                                            |                                                  |                                                  |                                                  |                                                  |                                                  |

#### مباريات دور الثاني والثلاثين
أوضح حساب مسابقة كأس خادم الحرمين الشريفين الفترة من 22 إلى 25 من شهر سبتمبر 2024 موعدًا لإقامة مباريات دور الثاني والثلاثين من بطولة كأس خادم الحرمين الشريفين، تلعب المسابقة بنظام خروج المغلوب من مواجهة واحدة، أعلنت لجنة المسابقات في الاتحاد السعودي لكرة القدم يوم الأثنين 19 أغسطس 2024 مواعيد مباريات دور الثاني والثلاثين من مسابقة كأس خادم الحرمين الشريفين، حيث تقام المباريات على مدار أربعة أيام من 22 وحتى 25 سبتمبر 2024. جميع الأوقات حسب التوقيت المحلي (ت ع م+03:00).
| 3 22 سبتمبر 2024                              | الأخدود                                     | 1 - 2 | العربي                                                                        | نجران                                                                        |
| 18:35 (ت ع م+03:00)                           | عبدالعزيز آل هتيله 88' · داميون لوي 25' 76' | تقرير | 10' 8' روميل كيوتو · 13' علي دقرشاوي · 68' مناف أبو يابس · 90+6' حميدو تراوري | الملعب: استاد مدينة الأمير هذلول بن عبد العزيز الرياضية الحكم: محمد الغامدي. |
| ملاحظة: العربي يتفوق على الأخدود بهدفين لهدف. |                                             |       |                                                                               |                                                                              |

| 2 22 سبتمبر 2024                                      | القادسية                                                                                       | 4 - 1 | العروبة                                                        | الدمام                                                                |
| 21:00 (ت ع م+03:00)                                   | خوليان كينيونيس 10' 51' · بويرتاس 37' · أوباميانغ 1+90' · جهاد ذكري 1+45' · كوين كاستيلس 5+90' | تقرير | 58' إسماعيل قندوس · 84' فهد الزبيدي · 90+6' (ركلة.) غودموندسون | الملعب: استاد مدينة الأمير محمد بن فهد الرياضية الحكم: ماريو إسكوبار. |
| ملاحظة: القادسية يتفوق على العروبة بأربعة أهداف لهدف. |                                                                                                |       |                                                                |                                                                       |

| 4 22 سبتمبر 2024                                                           | الوحدة | 1 - 1 (و.إ) (4 – 2 ر.ت)                            | الفيصلي                           | مكة المكرمة                                                      |                                                  |                                                  |                                                  |                                                  |                                                  |                                                  |                                                  |
| 21:00 (ت ع م+03:00)                                                        | أوديون إيغالو 51' · مشعل العلائلي 54' · سعد القحطاني 70' · جونينهو باكونا 86' · علي السالم 97' · بندر درويش 101' · وليد باخشوين 115' | تقرير                                              | 48' لوكاس سوزا · 107' أحمد البداح | الملعب: استاد مدينة الملك عبدالعزيز الرياضية الحكم: مشعل الشهري. |                                                  |                                                  |                                                  |                                                  |                                                  |                                                  |                                                  |
|                                                                            | | ركلات جزاء                                         |                                   |                                                                  |                                                  |                                                  |                                                  |                                                  |                                                  |                                                  |                                                  |
| أوديون إيغالو · كريغ غودوين · جونينهو باكونا · يوسف أمين · ألكسندرو كريتسو | | لوكاس سوزا · يزيد جوشان · أحمد البداح · محمد مجرشي |                                   | -                                                                | ملاحظة: الوحدة يتفوق على الفيصلي بركلات الترجيح. | ملاحظة: الوحدة يتفوق على الفيصلي بركلات الترجيح. | ملاحظة: الوحدة يتفوق على الفيصلي بركلات الترجيح. | ملاحظة: الوحدة يتفوق على الفيصلي بركلات الترجيح. | ملاحظة: الوحدة يتفوق على الفيصلي بركلات الترجيح. | ملاحظة: الوحدة يتفوق على الفيصلي بركلات الترجيح. | ملاحظة: الوحدة يتفوق على الفيصلي بركلات الترجيح. |

| 8 23 سبتمبر 2024                          | الفيحاء                                                                              | 4 - 0 | الباطن                                                          | المجمعة                                                                     |
| 18:30 (ت ع م+03:00)                       | رينزو لوبيز 30' 68' · أليخاندرو بوزويلو 36' · نواف الحارثي 47' · أوتابيك شوكوروف 55' | تقرير | 20' مو آدامز 51' نواف السحيمي 80' بدر العمير 90+2' خالد الخثلان | الملعب: استاد مدينة الملك سلمان بن عبد العزيز الرياضية الحكم: محمد البريدي. |
| ملاحظة: الفيحاء يتفوق على الباطن برباعية. |                                                                                      |       |                                                                 |                                                                             |

| 7 23 سبتمبر 2024                           | الحزم | 1 - 2 | النصر                                  | بريدة                                                                           |
| 18:35 (ت ع م+03:00)                        | عبد الله الصامطي 5' · عبد العزيز الضويحي 33' · عبد الرحمن الدخيل 2+45' · جوريان جاري 57' · باسل السيالي 62' · أحمد النخلي 64' | تقرير | 57' 45+6' ساديو ماني · 90+2' نواف بوشل | الملعب: استاد مدينة الملك عبد الله الرياضية الحضور: 2,361 الحكم: دانيال سايبرت. |
| ملاحظة: النصر يتفوق على الحزم بهدفين لهدف. | |       |                                        |                                                                                 |

| 10 23 سبتمبر 2024                                   | الطائي | 5 - 2 | الخليج                                                                                        | حائل                                                                       |
| 18:45 (ت ع م+03:00)                                 | عبد الله آل سالم 45' (هدف في مرماه) · أندري كورديا 4+45' · إبراهيم النخلي 49' 85' · لياندر تاومبا 73' 120' · حسين قاسم 10+90' · إبراهيما تانديا 99' · عبد العزيز الفرج 103' | تقرير | 55' عبد الله آل سالم · 58' إبراهيم سيهيتش · 88' مروان الحيدري · 90+2' (ركلة.) كوستاس فورتونيس | الملعب: استاد مدينة الأمير عبد العزيز بن مساعد الرياضية الحكم: تركي هشلان. |
| ملاحظة: الطائي يتفوق على الخليج بخمسة أهداف لهدفين. | |       |                                                                                               |                                                                            |

| 1 23 سبتمبر 2024                                 | الاتفاق                                                              | 2 - 0 | العدالة                          | الدمام                                                          |
| 21:00 (ت ع م+03:00)                              | مشعل الصبياني 37' · ألفارو ميدران 3+45' · كارل توكو إكامبي 78' 4+90' | تقرير | 43' محمد أبو عبد 66' رضا بن سايح | الملعب: ملعب نادي الاتفاق الحضور: 1,449 الحكم: عبد الله الحربي. |
| ملاحظة: الاتفاق يتفوق على العدالة بهدفين دون رد. |                                                                      |       |                                  |                                                                 |

| 5 23 سبتمبر 2024                             | الأهلي         | 1 - 2 | الجندل | جدة                                                                                          |
| 21:00 (ت ع م+03:00)                          | إيفان توني 82' | تقرير | 24' عبد الله معتوق · 26' حسن أبو شاهين · 30' (ركلة.) ياسين العمري · 36' الشيخ كومارا · 45+5' ماجد الخيبري · 79' مؤيد معافا · 89' محمد صلاح بلو · 90+12' عمر الراشد | الملعب: استاد مدينة الأمير عبد الله الفيصل الرياضية الحضور: 6,445 الحكم: عبد الرحمن السلطان. |
| ملاحظة: الجندل يتفوق على الأهلي بهدفين لهدف. |                |       | |                                                                                              |

| 11 24 سبتمبر 2024                            | البكيرية                                              | 0 - 1 | الهلال                          | بريدة                                                                              |
| 18:35 (ت ع م+03:00)                          | إبراهيم الصنيتان 40' هزاع عسيري 4+90' ناصر كعبي 7+90' | تقرير | 61' 41' (ركلة.) ماركوس ليوناردو | الملعب: استاد مدينة الملك عبد الله الرياضية الحضور: 6,313 الحكم: سيباستيان زونينو. |
| ملاحظة: الهلال يتفوق على البكيرية بهدف نظيف. |                                                       |       |                                 |                                                                                    |

| 13 24 سبتمبر 2024                              | الجبلين                                                         | 2 - 0 | الفتح               | حائل                                                                                       |
| 18:45 (ت ع م+03:00)                            | خوان نارفيز 11' (ركلة.) · خليل العبسي 68' · مارسيلو كارني 3+90' | تقرير | 45+5' سفيان بن دبكة | الملعب: استاد مدينة الأمير عبد العزيز بن مساعد الرياضية الحضور: 380 الحكم: عبد الله زربان. |
| ملاحظة: الجبلين يتفوق على الفتح بهدفين دون رد. |                                                                 |       |                     |                                                                                            |

| 9 24 سبتمبر 2024                               | الاتحاد                                                       | 3 - 0 | العين                          | جدة                                                                                   |
| 21:00 (ت ع م+03:00)                            | صالح الشهري 25' 65' (ركلة.) · زياد الرفاعي 29' (هدف في مرماه) | تقرير | 49' ياسر يعقوب 82' محمد النخلي | الملعب: استاد مدينة الأمير عبد الله الفيصل الرياضية الحضور: 8,049 الحكم: محمد الحربي. |
| ملاحظة: الاتحاد يتفوق على العين بثلاثية نظيفة. |                                                               |       |                                |                                                                                       |

| 12 24 سبتمبر 2024                                  | الخلود                                                          | 1 - 3 | الشباب                                                                      | الرس                                                         |
| 21:00 (ت ع م+03:00)                                | ويليام إيكونغ 25' · ميزياني ماوليدا 29' · نوربير غيومبر 3+45' · | تقرير | 36' جياكومو بونافينتورا · 80' 65' عبد الرزاق حمد الله · 70' كريستيان جوانكا | الملعب: ملعب نادي الحزم الحضور: 1,299 الحكم: محمد أبو شقارة. |
| ملاحظة: الشباب يتفوق على الخلود بثلاثة أهداف لهدف. |                                                                 |       |                                                                             |                                                              |

| 15 25 سبتمبر 2024                           | النجمة | 2 - 0 | ضمك                                                             | عنيزة                                          |
| 18:35 (ت ع م+03:00)                         | رياض البراهيم 5' · علي عدنان 36' · ليو تيليكا 59' (ركلة.) · رياض الأسمري 75' · فيصل سعد المطيري 76' · بيلال عواشرية 85' · خالد الشمري 5+90' | تقرير | 43' عبد القادر بدران 45+6' هزاع الغامدي 90+3' عبد الرحمن العبيد | الملعب: ملعب إدارة التعليم الحكم: محمد الدقاش. |
| ملاحظة: النجمة يتفوق على ضمك بهدفين دون رد. | |       |                                                                 |                                                |

| 6 25 سبتمبر 2024                                    | أبها                                                          | 2 - 3 | التعاون                                                                                             | خميس مشيط                                       |
| 18:40 (ت ع م+03:00)                                 | محمد ناجي 1+90' · أحمد عبده جابر 11+90' (ركلة.) 2+120' 3+120' | تقرير | 71' 21' فلافيو ميدييروس · 92' جواو بيدرو · 99' محمد الكويكبي · 111' أندريه جيروتو · 120+5' فيصل فجر | الملعب: ملعب نادي ضمك الحكم: عبد الله العويدان. |
| ملاحظة: التعاون يتفوق على أبها بثلاثة أهداف لهدفين. |                                                               |       | |                                                 |

| 14 25 سبتمبر 2024                           | جدة | 0 - 2 | الرائد | جدة                                                                      |
| 21:00 (ت ع م+03:00)                         |     | تقرير | 4' أيوب قاسمي · 17' (ركلة.) محمد فوزير · 45+4' كريم البركاوي · 68' نواف السهلي · 82' مشاري سنيور · 89' نايف هزازي | الملعب: استاد مدينة الأمير عبد الله الفيصل الرياضية الحكم: علي القحطاني. |
| ملاحظة: الرائد يتفوق على جدة بهدفين نظيفين. |     |       | |                                                                          |

| 16 25 سبتمبر 2024                                 | الصفا                                                       | 1 - 3 | الرياض                                                    | صفوى                                         |
| 21:00 (ت ع م+03:00)                               | دانيلو اسبريا 59' · أليكساندرو ألبو 70' · فابيو تيكسيرا 79' | تقرير | 19' فايز سليماني · 25' نواف الهوساوي · 66' 29' محمد العقل | الملعب: ملعب نادي الصفا الحكم: خالد الأحمري. |
| ملاحظة: الرياض يتفوق على الصفا بثلاثة أهداف لهدف. |                                                             |       |                                                           |                                              |

### دور الستة عشر
| المباراة | رقم القرعة | رقم القرعة |
| -------- | ---------- | ---------- |
| 17       | 1          | 2          |
| 18       | 3          | 4          |
| 19       | 5          | 6          |
| 20       | 7          | 8          |
| 21       | 9          | 10         |
| 22       | 11         | 12         |
| 23       | 13         | 14         |
| 24       | 15         | 16         |

#### قرعة دور الستة عشر
باكتمال الفرق المتأهلة وتجاوزها دور الثاني والثلاثين من مسابقة خادم الحرمين الشريفين، أقيمت قرعة دور الستة عشر من بطولة كأس خادم الحرمين الشريفين للموسم الرياضي 2024-25 يوم الخميس 26 سبتمبر 2024 الساعة 6:30 مساءً في مقر البنك الأهلي السعودي.
وضمت القرعة 16 فريقًا المتأهلة من الدور الثاني والثلاثين وهم الهلال، الاتفاق، القادسية، التعاون النصر، النجمة، الاتحاد، الفيحاء، الطائي، العربي، الوحدة، الجندل، الشباب، الجبلين، الرياض،الرائد. تنظيم آلية القرعة مفتوحة دون تحديد مستويات، شارك قدم نعيم البكر رئيس لجنة المسابقات في الاتحاد السعودي لكرة القدم مراسم القرعة وعرض آلية القرعة بنظامها الجديد للحضور من ممثلي الأندية والرياضيين بمشاركة اجراء القرعة من قبل الأستاذ طارق عبد الرحمن السدحان الرئيس التنفيذي للبنك الأهلي السعودي والأستاذ خالد بن وليد الخضير الرئيس التنفيذي لشركة الوسائل السعودية المسوق الحصري لبطولة كأس خادم الحرمين الشريفين، قبل بدء إجراءات القرعة تم وضع وعاءين منفصلين، احتوت الوعاء الأول على كرات متماثل الشكل خضراء اللون بعدد الفرق المشاركة، بداخل كل واحدة منها اسم الفريق المشارك في البطولة، فيما يضم الوعاء الثاني على كرات متماثل الشكل خضراء اللون بدخلها أرقام من 1 إلى 16 بعدد الفرق المتأهلة، بالسحب العشوائي يتم سحب كرة من الوعاء الأول (الفريق) ثم كرة من الوعاء الثاني (رقم الفريق) في القرعة ويتم تسكين اسم الفريق في الجدول، يتم تكرار طريق السحب والتسكين لحين اكتمال الجدول، مع التنويه أن الفريق الذي يكون ظهوره أولا في قرعة المباراة تكون المباراة على أرضه.

#### نتائج قرعة دور الستة عشر
أسفرت قرعة دور الستة عشر لبطولة كأس خادم الحرمين الشريفين 2024–25 عن مواجهات متوازنة نسبياً، إذا تم استثناء مواجهة النصر مع التعاون، التي تعدّ أقوى مباريات الدور الستة عشر، حيث يلتقي فريق النصر نظيره التعاون في العاصمة الرياض، على أن يحلّ نادي العربي ضيفاً على فريق الفيحاء في مدينة المجمعة، ويلتقي نادي النجمة مع الرائد في مدينة بريدة، ويحل حامل اللقب نادي الهلال ضيف على نادي الطائي في حائل. ويستضيف فريق الاتحاد نظيره الجندل صاحب أكبر مفاجآت الدور الثاني والثلاثين، أما الرياض فسيواجه الشباب، ويستضيف الوحدة نظيره القادسية، فيما يحل الاتفاق ضيفاً على نظيره الجبلين بمدينة حائل.
| م | نتائج قرعة (فرق دوري روشن/يلو للدرجة الأولى) المتأهلة لدور 16 | نتائج قرعة (فرق دوري روشن/يلو للدرجة الأولى) المتأهلة لدور 16 | نتائج قرعة (فرق دوري روشن/يلو للدرجة الأولى) المتأهلة لدور 16 | نتائج قرعة (فرق دوري روشن/يلو للدرجة الأولى) المتأهلة لدور 16 | نتائج قرعة (فرق دوري روشن/يلو للدرجة الأولى) المتأهلة لدور 16 | نتائج قرعة (فرق دوري روشن/يلو للدرجة الأولى) المتأهلة لدور 16 | نتائج قرعة (فرق دوري روشن/يلو للدرجة الأولى) المتأهلة لدور 16 | نتائج قرعة (فرق دوري روشن/يلو للدرجة الأولى) المتأهلة لدور 16 | نتائج قرعة (فرق دوري روشن/يلو للدرجة الأولى) المتأهلة لدور 16 | نتائج قرعة (فرق دوري روشن/يلو للدرجة الأولى) المتأهلة لدور 16 | م  | نتائج قرعة (فرق دوري روشن/يلو للدرجة الأولى) المتأهلة لدور 16 | نتائج قرعة (فرق دوري روشن/يلو للدرجة الأولى) المتأهلة لدور 16 | نتائج قرعة (فرق دوري روشن/يلو للدرجة الأولى) المتأهلة لدور 16 | نتائج قرعة (فرق دوري روشن/يلو للدرجة الأولى) المتأهلة لدور 16 | نتائج قرعة (فرق دوري روشن/يلو للدرجة الأولى) المتأهلة لدور 16 | نتائج قرعة (فرق دوري روشن/يلو للدرجة الأولى) المتأهلة لدور 16 | نتائج قرعة (فرق دوري روشن/يلو للدرجة الأولى) المتأهلة لدور 16 | نتائج قرعة (فرق دوري روشن/يلو للدرجة الأولى) المتأهلة لدور 16 | نتائج قرعة (فرق دوري روشن/يلو للدرجة الأولى) المتأهلة لدور 16 | نتائج قرعة (فرق دوري روشن/يلو للدرجة الأولى) المتأهلة لدور 16 |
| م | الفريق                                                        | ر.ق                                                           | 17                                                            | 18                                                            | 19                                                            | 20                                                            | 21                                                            | 22                                                            | 23                                                            | 24                                                            | م  | الفريق                                                        | ر.ق                                                           | 17                                                            | 18                                                            | 19                                                            | 20                                                            | 21                                                            | 22                                                            | 23                                                            | 24                                                            |
| - | ------------------------------------------------------------- | ------------------------------------------------------------- | ------------------------------------------------------------- | ------------------------------------------------------------- | ------------------------------------------------------------- | ------------------------------------------------------------- | ------------------------------------------------------------- | ------------------------------------------------------------- | ------------------------------------------------------------- | ------------------------------------------------------------- | -- | ------------------------------------------------------------- | ------------------------------------------------------------- | ------------------------------------------------------------- | ------------------------------------------------------------- | ------------------------------------------------------------- | ------------------------------------------------------------- | ------------------------------------------------------------- | ------------------------------------------------------------- | ------------------------------------------------------------- | ------------------------------------------------------------- |
| 1 | الطائي                                                        | 10                                                            |                                                               |                                                               |                                                               |                                                               | Red X                                                         |                                                               |                                                               |                                                               | 9  | الجندل                                                        | 8                                                             |                                                               |                                                               |                                                               | Red X                                                         |                                                               |                                                               |                                                               |                                                               |
| 2 | الفيحاء                                                       | 4                                                             |                                                               | Red X                                                         |                                                               |                                                               |                                                               |                                                               |                                                               |                                                               | 10 | الوحدة                                                        | 12                                                            |                                                               |                                                               |                                                               |                                                               |                                                               | Red X                                                         |                                                               |                                                               |
| 3 | النجمة                                                        | 5                                                             |                                                               |                                                               | Red X                                                         |                                                               |                                                               |                                                               |                                                               |                                                               | 11 | العربي                                                        | 3                                                             |                                                               | Red X                                                         |                                                               |                                                               |                                                               |                                                               |                                                               |                                                               |
| 4 | الرياض                                                        | 13                                                            |                                                               |                                                               |                                                               |                                                               |                                                               |                                                               | Red X                                                         |                                                               | 12 | الشباب                                                        | 14                                                            |                                                               |                                                               |                                                               |                                                               |                                                               |                                                               | Red X                                                         |                                                               |
| 5 | الاتحاد                                                       | 7                                                             |                                                               |                                                               |                                                               | Red X                                                         |                                                               |                                                               |                                                               |                                                               | 13 | الجبلين                                                       | 16                                                            |                                                               |                                                               |                                                               |                                                               |                                                               |                                                               |                                                               | Red X                                                         |
| 6 | النصر                                                         | 1                                                             | Red X                                                         |                                                               |                                                               |                                                               |                                                               |                                                               |                                                               |                                                               | 14 | القادسية                                                      | 11                                                            |                                                               |                                                               |                                                               |                                                               |                                                               | Red X                                                         |                                                               |                                                               |
| 7 | الهلال                                                        | 9                                                             |                                                               |                                                               |                                                               |                                                               | Red X                                                         |                                                               |                                                               |                                                               | 15 | التعاون                                                       | 2                                                             | Red X                                                         |                                                               |                                                               |                                                               |                                                               |                                                               |                                                               |                                                               |
| 8 | الرائد                                                        | 6                                                             |                                                               |                                                               | Red X                                                         |                                                               |                                                               |                                                               |                                                               |                                                               | 16 | الاتفاق                                                       | 15                                                            |                                                               |                                                               |                                                               |                                                               |                                                               |                                                               |                                                               | Red X                                                         |

#### مباريات دور الستة عشر
أوضح حساب مسابقة كأس خادم الحرمين الشريفين الفترة من 28-30 أكتوبر 2024، موعدًا لإقامة مباريات دور الستة عشر من بطولة كأس خادم الحرمين الشريفين، تلعب المسابقة بنظام خروج المغلوب من مواجهة واحدة، أعلنت لجنة المسابقات في الاتحاد السعودي لكرة القدم يوم الأثنين 30 سبتمبر 2024 مواعيد مباريات دور الستة عشر من مسابقة كأس خادم الحرمين الشريفين، حيث تقام المباريات على مدار ثلاثة أيام من 28 وحتى 30 أكتوبر 2024. جميع الأوقات حسب التوقيت المحلي (ت ع م+03:00).
| 23 28 أكتوبر 2024                                   | الرياض                              | 0 - 2 | الشباب                                                      | الرياض                                                              |
| 17:50 (ت ع م+03:00)                                 | يوان باربت 81' عبد الله الخيبري 88' | تقرير | 37' هارون كمارا · 68' ماجد كنبه · 90+3' جياكومو بونافينتورا | الملعب: استاد مدينة الأمير فيصل بن فهد الرياضية الحكم: خالد الطريس. |
| ملاحظة: الشباب يتفوق على الرياض بهدفين مقابل لاشيء. |                                     |       |                                                             |                                                                     |

| 20 28 أكتوبر 2024                                    | الاتحاد                                      | 2 - 0 | الجندل | جدة                                                                                        |
| 20:30 (ت ع م+03:00)                                  | عبد العزيز البيشي 4' · عبد الرحمن العبود 45' | تقرير |        | الملعب: استاد مدينة الأمير عبد الله الفيصل الرياضية الحضور: 15,178 الحكم: عبد الله الحربي. |
| ملاحظة: الاتحاد يتفوق على الجندل بهدفين مقابل لاشيء. |                                              |       |        |                                                                                            |

| 22 28 أكتوبر 2024                                   | الوحدة                                                    | 1 - 2 | القادسية                           | مكة المكرمة                                                          |
| 20:30 (ت ع م+03:00)                                 | جونينهو باكونا 7' · يحيى النجعي 1+90' · سعيد المولد 2+90' | تقرير | 45+4' 37' كينيونيس · 79' علي هزازي | الملعب: استاد مدينة الملك عبدالعزيز الرياضية الحكم: سبيستايان غيشمر. |
| ملاحظة: القادسية يتفوق على الوحدة بهدفين مقابل هدف. |                                                           |       |                                    |                                                                      |

| 19 29 أكتوبر 2024                            | النجمة                                                                                          | 0 - 1 | الرائد                                                                                          | بريدة                                                                           |
| 18:00 (ت ع م+03:00)                          | أسامة البواردي 31' · زياد القحطاني 34' · ليو تيليكا 2+45' · بيلال عواشرية 46' · أحمد المولد 90' | تقرير | 12' أيوب قاسمي · 30' زكريا هوساوي · 38' صالح العمري · 45+1' مبارك الراجح · 45+11' ماثياس نورمان | الملعب: استاد مدينة الملك عبد الله الرياضية الحضور: 1,038 الحكم: محمد السماعيل. |
| ملاحظة: الرائد يتفوق على النجمة بهدف دون رد. |                                                                                                 |       |                                                                                                 |                                                                                 |

| 21 29 أكتوبر 2024                                       | الطائي                            | 1 - 4 | الهلال                                                          | حائل                                                                                              |
| 18:05 (ت ع م+03:00)                                     | أحمد الجويد 3' 7' · حسين قاسم 47' | تقرير | 49' 5' عبد الله الحمدان · 38' خالد الغنام · 53' ماركوس ليوناردو | الملعب: استاد مدينة الأمير عبد العزيز بن مساعد الرياضية الحضور: 8,290 الحكم: انستاسيوس بابابيترو. |
| ملاحظة: الهلال يتفوق على الطائي بأربعة أهداف مقابل هدف. |                                   |       |                                                                 |                                                                                                   |

| 17 29 أكتوبر 2024                                 | النصر                   | 0 - 1 | التعاون                                                       | الرياض                                                    |
| 20:30 (ت ع م+03:00)                               | كريستيانو رونالدو 6+90' | تقرير | 71' 34' وليد الأحمد · 90+4' متعب المفرج · 90+5' أشرف المهديوي | الملعب: الأول بارك الحضور: 14,519 الحكم: راد أوبرينوفيتش. |
| ملاحظة: التعاون ينتصر على النصر بهدف مقابل لاشيء. |                         |       |                                                               |                                                           |

| 18 29 أكتوبر 2024                             | الفيحاء                            | 1 - 0 | العربي                                               | المجمعة                                                                                  |
| 20:30 (ت ع م+03:00)                           | رينزو لوبيز 42' · منصور البيشي 58' | تقرير | 45+2' مناف أبو يابس 81' نواف بن عادل 90' محمد المهنا | الملعب: استاد مدينة الملك سلمان بن عبد العزيز الرياضية الحضور: 127 الحكم: رائد الزهراني. |
| ملاحظة: الفيحاء يتفوق على العربي بهدف دون رد. |                                    |       |                                                      |                                                                                          |

| 24 30 أكتوبر 2024                                         | الجبلين                                                                                  | 3 - 1 | الاتفاق             | حائل                                                                            |
| 18:05 (ت ع م+03:00)                                       | ليو لاكروا 9' · كاكا مينديز 57' · عبد الإله بخاري 67' · سعد السلولي 73' · مسعود بخيت 90' | تقرير | 41' (ركلة.) فيتينيو | الملعب: استاد مدينة الأمير عبد العزيز بن مساعد الرياضية الحكم: عبد الله الشهري. |
| ملاحظة: الجبلين يتفوق على الاتفاق بثلاثة أهداف مقابل هدف. |                                                                                          |       |                     |                                                                                 |

### دور ربع النهائي
| المباراة | رقم القرعة | رقم القرعة |
| -------- | ---------- | ---------- |
| 25       | 1          | 2          |
| 26       | 3          | 4          |
| 27       | 5          | 6          |
| 28       | 7          | 8          |

#### قرعة دور ربع النهائي
كشف الاتحاد السعودي لكرة القدم موعد قرعة ربع نهائي "كأس خادم الحرمين الشريفين" لموسم 2024-2025. وحدد يوم الأربعاء الموافق 30 أكتوبر 2024 موعد قرعة ربع نهائي في تمام الساعة التاسعة مساءً وذلك بعد نهاية آخر ومواجهات دور الستة عشر بين نادي الجبلين ونادي الاتفاق الأربعاء 30 أكتوبر 2024. أقيمت قرعة دور ربع نهائي من بطولة كأس خادم الحرمين الشريفين للموسم الرياضي 2024-25 يوم الأربعاء 30 أكتوبر 2024 الساعة 9:00 مساءً في مقر البنك الأهلي السعودي في العاصمة الرياض. ضمت القرعة 8 فريقًا المتأهلة من الدور الستة عشر وهم الشباب، القادسية، الاتحاد، الهلال، الرائد، التعاون، الفيحاء، الجبلين. تنظيم آلية القرعة مفتوحة دون تحديد مستويات، شارك قدم نعيم البكر رئيس لجنة المسابقات في الاتحاد السعودي لكرة القدم مراسم القرعة بعد عرض آلية القرعة بنظامها الجديد للحضور من ممثلي الأندية بمشاركة اجراء القرعة من قبل الأستاذ بدر العمر مدير التسويق والعلامات اللتجارية في البنك الأهلي السعودي وكابتن خالد المعجل، قبل بدء إجراءات القرعة تم وضع وعاءين منفصلين، احتوت الوعاء الأول على كرات متماثل الشكل خضراء اللون بعدد الفرق المشاركة، بداخل كل واحدة منها اسم الفريق المشارك في البطولة، فيما يضم الوعاء الثاني على كرات متماثل الشكل خضراء اللون بدخلها أرقام من 1 إلى 8 بعدد الفرق المتأهلة، بالسحب العشوائي يتم سحب كرة من الوعاء الأول (الفريق) ثم كرة من الوعاء الثاني (رقم الفريق) في القرعة ويتم تسكين اسم الفريق في الجدول، يتم تكرار طريق السحب والتسكين لحين اكتمال الجدول، مع التنويه أن الفريق الذي يكون ظهوره أولا في قرعة المباراة تكون المباراة على أرضه.

#### نتائج قرعة دور ربع النهائي
أقيمت مراسم قرعة دور ربع النهائي من بطولة كأس خادم الحرمين الشريفين 2024–25 بعد نهاية آخر مباريات دور الستة عشر، حيث أقيمت مباراة الجبلين والاتفاق، التي انتهت عسك التوقعات وانتهت بفوز نادي الجبلين من خلالها وخروج نادي الاتفاق من دور الستة عشر. جاءت نتائج القرعة التي تم اجراءها بطريقة القرعة مفتوحة دون تحديد أي مسارات خاصة للبطولة، يستضيف فيما نادي الشباب نظيره نادي الفيحاء، ويلتقي نادي الرائد بنادي الجبلين، في الوقت الذي يواجه فيه نادي التعاون نظيره نادي القادسية، وجاء نتيجة القرعة دور ربع النهائي بأقوى الموجهات حيث يواجه نادي الهلال نظيره نادي الاتحاد في العاصمة الرياض.
| م | نتائج قرعة الفرق المتأهلة لدور ربع النهائي | نتائج قرعة الفرق المتأهلة لدور ربع النهائي | نتائج قرعة الفرق المتأهلة لدور ربع النهائي | نتائج قرعة الفرق المتأهلة لدور ربع النهائي | نتائج قرعة الفرق المتأهلة لدور ربع النهائي | نتائج قرعة الفرق المتأهلة لدور ربع النهائي | م | نتائج قرعة الفرق المتأهلة لدور ربع النهائي | نتائج قرعة الفرق المتأهلة لدور ربع النهائي | نتائج قرعة الفرق المتأهلة لدور ربع النهائي | نتائج قرعة الفرق المتأهلة لدور ربع النهائي | نتائج قرعة الفرق المتأهلة لدور ربع النهائي | نتائج قرعة الفرق المتأهلة لدور ربع النهائي |
| م | الفريق                                     | ر.ق                                        | 25                                         | 26                                         | 27                                         | 28                                         | م | الفريق                                     | ر.ق                                        | 25                                         | 26                                         | 27                                         | 28                                         |
| - | ------------------------------------------ | ------------------------------------------ | ------------------------------------------ | ------------------------------------------ | ------------------------------------------ | ------------------------------------------ | - | ------------------------------------------ | ------------------------------------------ | ------------------------------------------ | ------------------------------------------ | ------------------------------------------ | ------------------------------------------ |
| 1 | التعاون                                    | 7                                          |                                            |                                            |                                            | Red X                                      | 5 | الفيحاء                                    | 1                                          | Red X                                      |                                            |                                            |                                            |
| 2 | الهلال                                     | 6                                          |                                            |                                            | Red X                                      |                                            | 6 | الاتحاد                                    | 5                                          |                                            |                                            | Red X                                      |                                            |
| 3 | الشباب                                     | 2                                          | Red X                                      |                                            |                                            |                                            | 7 | الجبلين                                    | 4                                          |                                            | Red X                                      |                                            |                                            |
| 4 | الرائد                                     | 3                                          |                                            | Red X                                      |                                            |                                            | 8 | القادسية                                   | 8                                          |                                            |                                            |                                            | Red X                                      |

#### مباريات دور ربع النهائي
أوضح حساب مسابقة كأس خادم الحرمين الشريفين الفترة من 06-07 يناير 2025، موعدًا لإقامة مباريات دور ربع النهائي من بطولة كأس خادم الحرمين الشريفين، تلعب المسابقة بنظام خروج المغلوب من مواجهة واحدة، أعلنت لجنة المسابقات في الاتحاد السعودي لكرة القدم يوم الأحد 03 نوفمبر 2024 مواعيد مباريات دور ربع النهائي من مسابقة كأس خادم الحرمين الشريفين، حيث تقام المباريات على مدار يومين من 06 وحتى 07 يناير 2025. جميع الأوقات حسب التوقيت المحلي (ت ع م+03:00).
| 26 06 يناير 2025                                                        | الرائد | 1 - 1 (و.إ) (4 – 3 ر.ت)                                                    | الجبلين                                                   | بريدة                                                      |                                                  |                                                  |                                                  |                                                  |                                                  |                                                  |                                                  |
| 15:30 (ت ع م+03:00)                                                     | حمد الجيزاني 25' · محمد الدوسري 38' · عمر غونزاليس 53' · صالح العمري 61' 71' · أمير سعيود 84' · مهدي عبيد 86' | تقرير                                                                      | 85' خوان نارفيز · 86' فهد الجهني · 90+6' 90' نواف المطيري | الملعب: ملعب نادي الرائد الحضور: 1,934 الحكم: خالد الطريس. |                                                  |                                                  |                                                  |                                                  |                                                  |                                                  |                                                  |
|                                                                         | | ركلات جزاء                                                                 |                                                           |                                                            |                                                  |                                                  |                                                  |                                                  |                                                  |                                                  |                                                  |
| زكريا هوساوي · صالح العمري · خالد السبيعي · محمد الدوسري · عمر غونزاليس | | جوبسون سانتوس · خوان نارفيز · عبد الإله بخاري · مؤيد المحمدي · كاكا مينديز |                                                           | -                                                          | ملاحظة: الرائد يتفوق على الجبلين بركلات الترجيح. | ملاحظة: الرائد يتفوق على الجبلين بركلات الترجيح. | ملاحظة: الرائد يتفوق على الجبلين بركلات الترجيح. | ملاحظة: الرائد يتفوق على الجبلين بركلات الترجيح. | ملاحظة: الرائد يتفوق على الجبلين بركلات الترجيح. | ملاحظة: الرائد يتفوق على الجبلين بركلات الترجيح. | ملاحظة: الرائد يتفوق على الجبلين بركلات الترجيح. |

| 25 06 يناير 2025                              | الشباب                                                         | 2 - 1 | الفيحاء                                                                 | الرياض                                                     |
| 18:00 (ت ع م+03:00)                           | دانييل بودينسي 2' · عبد الرزاق حمد الله 26' · نادر الشراري 55' | تقرير | 51' أوتابيك شوكوروف · 53' خالد كعبي · 73' فارس عابدي · 88' مخير الرشيدي | الملعب: ملعب نادي الشباب الحضور: 4,586 الحكم: سامي الجريس. |
| ملاحظة: الشباب يتفوق على الفيحاء بهدفين لهدف. |                                                                |       |                                                                         |                                                            |

| 28 07 يناير 2025 | التعاون                                         | 0 - 3 | القادسية                                                 | بريدة                                                        |
| 18:00 (ت ع م+03:00) | سعد الناصر 59' فيصل فجر 4+90' هتان باهبري 6+90' | تقرير | 34' أوباميانغ · 36' بويرتاس · 49' كينيونيس · 90+6' ناتشو | الملعب: ملعب نادي الرائد الحضور: 3,150 الحكم: رادو بيتريسكو. |
| ملاحظة: في يوم السبت 04 يناير 2025 أعلن إدارة المسابقات في الاتحاد السعودي نقل مباراة التعاون و القادسية إلى ملعب نادي الرائد، وذلك بناءً على التقارير الواردة بعدم اكتمال الزراعة الشتوية في ملعب نادي التعاون بسبب تأخر بدايتها وذلك بناءً على طلب نادي التعاون بسبب الظروف المناخية في المنطقة. القادسية يتفوق على التعاون بثلاثة أهداف دون رد. |                                                 |       |                                                          |                                                              |

| 27 07 يناير 2025                                   | الهلال                                                                         | 2 - 2 (و.إ) (1 – 3 ر.ت)                       | الاتحاد                                                                  | الرياض                                                             |                                                  |                                                  |                                                  |                                                  |                                                  |                                                  |                                                  |
| 20:30 (ت ع م+03:00)                                | روبن نيفيز 34' · خاليدو كوليبالي 54' · سالم الدوسري 72' · ماركوس ليوناردو 101' | تقرير                                         | 32' ماريو ميتاج · 51' نغولو كانتي · 114' 63' كريم بنزيما · 65' حسام عوار | الملعب: ملعب المملكة أرينا الحضور: 25,129 الحكم: خيسوس فالينزويلا. |                                                  |                                                  |                                                  |                                                  |                                                  |                                                  |                                                  |
|                                                    |                                                                                | ركلات جزاء                                    |                                                                          |                                                                    |                                                  |                                                  |                                                  |                                                  |                                                  |                                                  |                                                  |
| محمد كنو · ماركوس ليوناردو · سيرغي سافيتش · مالكوم |                                                                                | كريم بنزيما · فابينيو تافاريس · دانيلو بيريرا |                                                                          | -                                                                  | ملاحظة: الاتحاد يتفوق على الهلال بركلات الترجيح. | ملاحظة: الاتحاد يتفوق على الهلال بركلات الترجيح. | ملاحظة: الاتحاد يتفوق على الهلال بركلات الترجيح. | ملاحظة: الاتحاد يتفوق على الهلال بركلات الترجيح. | ملاحظة: الاتحاد يتفوق على الهلال بركلات الترجيح. | ملاحظة: الاتحاد يتفوق على الهلال بركلات الترجيح. | ملاحظة: الاتحاد يتفوق على الهلال بركلات الترجيح. |

### دور نصف النهائي
| المباراة | رقم القرعة | رقم القرعة |
| -------- | ---------- | ---------- |
| 29       | 1          | 2          |
| 30       | 3          | 4          |

#### قرعة دور نصف النهائي
أعلن الاتحاد السعودي لكرة القدم، مساء يوم الأحد 05 يناير 2025 عن موعد قرعة الدور نصف النهائي من بطولة كأس خادم الحرمين الشريفين 2024–25، وأوضح عن إقامة قرعة الدور نصف النهائي، عند الساعة السادسة مساء يوم الأربعاء 08 يناير 2025، في مقر البنك الأهلي بالعاصمة الرياض. تنظيم آلية القرعة مفتوحة دون تحديد مستويات، شارك قدم نعيم البكر رئيس لجنة المسابقات في الاتحاد السعودي لكرة القدم مراسم القرعة بعد عرض آلية القرعة بنظامها الجديد للحضور من ممثلي الأندية بمشاركة اجراء القرعة من قبل كابتن حمدان الحمدان، قبل بدء إجراءات القرعة تم وضع وعاءين منفصلين، احتوت الوعاء الأول على كرات متماثل الشكل خضراء اللون بعدد الفرق المشاركة، بداخل كل واحدة منها اسم الفريق المشارك في البطولة، فيما يضم الوعاء الثاني على كرات متماثل الشكل خضراء اللون بدخلها أرقام من 1 إلى 4 بعدد الفرق المتأهلة، بالسحب العشوائي يتم سحب كرة من الوعاء الأول (الفريق) ثم كرة من الوعاء الثاني (رقم الفريق) في القرعة ويتم تسكين اسم الفريق في الجدول، يتم تكرار طريق السحب والتسكين لحين اكتمال الجدول، مع التنويه أن الفريق الذي يكون ظهوره أولا في قرعة المباراة تكون المباراة على أرضه.

#### نتائج قرعة دور نصف النهائي
أظهرت نتائج قرعة دور نصف النهائي من بطولة كأس خادم الحرمين الشريفين 2024–25 التي تم اجراءها بطريقة القرعة مفتوحة دون تحديد أي مسارات خاصة للبطولة، مواجهة نادي الاتحاد نظيره نادي الشباب في جدة، ويحلّ نادي الرائد ضيفاً على فريق القادسية في مدينة الدمام في آخر الموجهات نصف النهائي.
| م | نتائج قرعة الفرق المتأهلة لدور نصف النهائي | نتائج قرعة الفرق المتأهلة لدور نصف النهائي | نتائج قرعة الفرق المتأهلة لدور نصف النهائي | نتائج قرعة الفرق المتأهلة لدور نصف النهائي | م | نتائج قرعة الفرق المتأهلة لدور نصف النهائي | نتائج قرعة الفرق المتأهلة لدور نصف النهائي | نتائج قرعة الفرق المتأهلة لدور نصف النهائي | نتائج قرعة الفرق المتأهلة لدور نصف النهائي |
| م | الفريق                                     | ر.ق                                        | 29                                         | 30                                         | م | الفريق                                     | ر.ق                                        | 29                                         | 30                                         |
| - | ------------------------------------------ | ------------------------------------------ | ------------------------------------------ | ------------------------------------------ | - | ------------------------------------------ | ------------------------------------------ | ------------------------------------------ | ------------------------------------------ |
| 1 | الاتحاد                                    | 2                                          | Red X                                      |                                            | 3 | الشباب                                     | 1                                          | Red X                                      |                                            |
| 2 | القادسية                                   | 3                                          |                                            | Red X                                      | 4 | الرائد                                     | 4                                          |                                            | Red X                                      |

#### مباريات دور نصف النهائي
أوضح حساب مسابقة كأس خادم الحرمين الشريفين الفترة من 01-02 أبريل 2025، موعدًا لإقامة مباريات دور نصف النهائي من بطولة كأس خادم الحرمين الشريفين، تلعب المسابقة بنظام خروج المغلوب من مواجهة واحدة، أعلنت لجنة المسابقات في الاتحاد السعودي لكرة القدم يوم الخميس 09 يناير 2025 مواعيد مباريات دور نصف النهائي من مسابقة كأس خادم الحرمين الشريفين، حيث تقام المباريات على مدار يومين من 01 وحتى 02 أبريل 2025. جميع الأوقات حسب التوقيت المحلي (ت ع م+03:00).
| 29 01 أبريل 2025                                               | الاتحاد | 3 - 2 | الشباب                                     | جدة                                                      |
| 21:00 (ت ع م+03:00)                                            | فابينيو تافاريس 14' (ركلة.) · كريم بنزيما 36' · دانيلو بيريرا 2+90' 9+90' 10+90' · بريدراغ رايكوفيتش 15+90' | تقرير | 39' محمد الشويرخ · 67' 64' كريستيان جوانكا | الملعب: ملعب الإنماء الحضور: 46,594 الحكم: ساشا ستيجمان. |
| ملاحظة: الاتحاد إلى ⁧نهائي أغلى الكؤوس⁩ بعد فوزه على الشباب 3-2. | |       |                                            |                                                          |

| 30 02 أبريل 2025                                                | القادسية                               | 1 - 0 | الرائد                            | الدمام                                                                             |
| 21:00 (ت ع م+03:00)                                             | غاستون ألفاريز 1+90' · أوباميانغ 2+90' | تقرير | 39' محمد الدوسري 54' حمد الجيزاني | الملعب: استاد مدينة الأمير محمد بن فهد الرياضية الحضور: 10,074 الحكم: أورس شنايدر. |
| ملاحظة: القادسية إلى ⁧نهائي أغلى الكؤوس⁩ بعد فوزه على الرائد 1-0. |                                        |       |                                   |                                                                                    |

### النهائي
تأهل فريق الاتحاد إلى نهائي بطولة كأس خادم الحرمين الشريفين بعد فوزه بنتيجة ثلاثة أهداف مقابل هدفي على فريق الشباب في اللقاء الذي جمعهما على ملعب الإنماء بمدينة الملك عبد الله الرياضية في جدة. فيما بلغ نادي القادسية إلى النهائي بعد فوزه على نظيره الرائد بنتيجة هدف نظيف في ملعب الأمير محمد بن فهد في الدمام.
| 31 30 مايو 2025                                                                   | الاتحاد                               | 3 - 1 | القادسية                                                        | جدة                                                           |
| 21:00 (ت ع م+03:00)                                                               | كريم بنزيما 34' 4+90' · حسام عوار 43' | تقرير | 45+6' (ركلة.) بيير إيميريك أوباميانغ · 65' 81' إيزيكيل فرنانديز | الملعب: ملعب الإنماء الحضور: 51,331 الحكم: ماوريتسيو مارياني. |
| ملاحظة: الاتحاد بطلًا لكأس خادم الحرمين الشريفين بعد فوزه على القادسية بنتيجة 3-1. |                                       |       |                                                                 |                                                               |

## إحصائيات

#### مجموع الأهداف
| م.                                             | الجنسية                            | اللاعب                             | مر.                                | الفريق.                            | أهداف د. 32 | أهداف د. 16 | أهداف ربع. ن | أهداف نصف. | أ. النهائي | مجموع |
| ---------------------------------------------- | ---------------------------------- | ---------------------------------- | ---------------------------------- | ---------------------------------- | ----------- | ----------- | ------------ | ---------- | ---------- | ----- |
| 1                                              | كولومبيا                           | خوليان كينيونيس                    | FW                                 | نادي القادسية                      | 2           | 2           | 1            |            |            | 5     |
| 2                                              | فرنسا                              | كريم بنزيما                        | FW                                 | نادي الاتحاد                       |             |             | 2            |            | 2          | 4     |
| 3                                              | الغابون                            | أوباميانغ                          | FW                                 | نادي القادسية                      | 1           |             | 1            | 1          | 1          | 4     |
| 4                                              | الأوروغواي                         | رينزو لوبيز                        | FW                                 | نادي الفيحاء                       | 2           | 1           |              |            |            | 3     |
| 5                                              | المغرب                             | عبد الرزاق حمد الله                | FW                                 | نادي الشباب                        | 2           |             | 1            |            |            | 3     |
| 6                                              | البرازيل                           | ماركوس ليوناردو                    | FW                                 | نادي الهلال                        | 1           | 1           | 1            |            |            | 3     |
| 7                                              | هندوراس                            | روميل كيوتو                        | FW                                 | نادي العربي                        | 2           |             |              |            |            | 2     |
| 8                                              | السعودية                           | صالح الشهري                        | FW                                 | نادي الاتحاد                       | 2           |             |              |            |            | 2     |
| 9                                              | السعودية                           | أحمد عبده جابر                     | FW                                 | نادي أبها                          | 2           |             |              |            |            | 2     |
| 10                                             | السعودية                           | محمد العقل                         | RW                                 | نادي الرياض                        | 2           |             |              |            |            | 2     |
| 11                                             | الكاميرون                          | كارل توكو إكامبي                   | FW                                 | نادي الاتفاق                       | 2           |             |              |            |            | 2     |
| 12                                             | إيطاليا                            | جياكومو بونافينتورا                | AM                                 | نادي الشباب                        | 1           | 1           |              |            |            | 2     |
| 13                                             | السعودية                           | عبد الله الحمدان                   | FW                                 | نادي الهلال                        |             | 2           |              |            |            | 2     |
| 14                                             | السعودية                           | صالح العمري                        | LW                                 | نادي الرائد                        |             | 1           | 1            |            |            | 2     |
| 15                                             | إسبانيا                            | كاميرون بويرتاس                    | AM                                 | نادي القادسية                      | 1           |             | 1            |            |            | 2     |
| 16                                             | الأرجنتين                          | كريستيان جوانكا                    | MF                                 | نادي الشباب                        |             |             |              | 2          |            | 2     |
| 17                                             | البرتغال                           | دانيلو بيريرا                      | DF                                 | نادي الاتحاد                       |             |             |              | 2          |            | 2     |
| 18                                             | آيسلندا                            | غودموندسون                         | RW                                 | نادي العروبة                       | 1           |             |              |            |            | 1     |
| 19                                             | السعودية                           | عبدالعزيز آل هتيله                 | RW                                 | نادي الأخدود                       | 1           |             |              |            |            | 1     |
| 20                                             | نيجيريا                            | أوديون إيغالو                      | FW                                 | نادي الوحدة                        | 1           |             |              |            |            | 1     |
| 21                                             | البرازيل                           | لوكاس سوزا                         | CM                                 | نادي الفيصلي                       | 1           |             |              |            |            | 1     |
| 22                                             | إسبانيا                            | أليخاندرو بوزويلو                  | AM                                 | نادي الفيحاء                       | 1           |             |              |            |            | 1     |
| 23                                             | السعودية                           | نواف الحارثي                       | CM                                 | نادي الفيحاء                       | 1           |             |              |            |            | 1     |
| 24                                             | السنغال                            | ساديو ماني                         | RW                                 | نادي النصر                         | 1           |             |              |            |            | 1     |
| 25                                             | السعودية                           | نواف بوشل                          | RB                                 | نادي النصر                         | 1           |             |              |            |            | 1     |
| 26                                             | السعودية                           | باسل السيالي                       | CM                                 | نادي الحزم                         | 1           |             |              |            |            | 1     |
| 27                                             | السعودية                           | عبد الله آل سالم                   | FW                                 | نادي الخليج                        | 1           |             |              |            |            | 1     |
| 28                                             | اليونان                            | كوستاس فورتونيس                    | RW                                 | نادي الخليج                        | 1           |             |              |            |            | 1     |
| 29                                             | السعودية                           | إبراهيم النخلي                     | DF                                 | نادي الطائي                        | 1           |             |              |            |            | 1     |
| 30                                             | الكاميرون                          | لياندر تاومبا                      | FW                                 | نادي الطائي                        | 1           |             |              |            |            | 1     |
| 31                                             | مالي                               | إبراهيما تانديا                    | CM                                 | نادي الطائي                        | 1           |             |              |            |            | 1     |
| 32                                             | السعودية                           | عبد العزيز الفرج                   | RB                                 | نادي الطائي                        | 1           |             |              |            |            | 1     |
| 33                                             | السعودية                           | عبد الله معتوق                     | LW                                 | نادي الجندل                        | 1           |             |              |            |            | 1     |
| 34                                             | السعودية                           | ياسين العمري                       | RW                                 | نادي الجندل                        | 1           |             |              |            |            | 1     |
| 35                                             | إنجلترا                            | إيفان توني                         | FW                                 | النادي الأهلي                      | 1           |             |              |            |            | 1     |
| 36                                             | كولومبيا                           | خوان نارفيز                        | FW                                 | نادي الجبلين                       | 1           |             |              |            |            | 1     |
| 37                                             | السعودية                           | خليل العبسي                        | FW                                 | نادي الجبلين                       | 1           |             |              |            |            | 1     |
| 38                                             | فرنسا                              | ميزياني ماوليدا                    | FW                                 | نادي الخلود                        | 1           |             |              |            |            | 1     |
| 39                                             | البرازيل                           | ليو تيليكا                         | FW                                 | نادي النجمة                        | 1           |             |              |            |            | 1     |
| 40                                             | فرنسا                              | بيلال عواشرية                      | FW                                 | نادي النجمة                        | 1           |             |              |            |            | 1     |
| 41                                             | البرازيل                           | فلافيو ميدييروس                    | CM                                 | نادي التعاون                       | 1           |             |              |            |            | 1     |
| 42                                             | البرازيل                           | جواو بيدرو                         | CM                                 | نادي التعاون                       | 1           |             |              |            |            | 1     |
| 43                                             | السعودية                           | محمد الكويكبي                      | LW                                 | نادي التعاون                       | 1           |             |              |            |            | 1     |
| 44                                             | المغرب                             | محمد فوزير                         | FW                                 | نادي الرائد                        | 1           |             |              |            |            | 1     |
| 45                                             | المغرب                             | كريم البركاوي                      | FW                                 | نادي الرائد                        | 1           |             |              |            |            | 1     |
| 46                                             | جزر القمر                          | فايز سليماني                       | RW                                 | نادي الرياض                        | 1           |             |              |            |            | 1     |
| 47                                             | كولومبيا                           | دانيلو اسبريا                      | RW                                 | نادي الصفا                         | 1           |             |              |            |            | 1     |
| 48                                             | السعودية                           | هارون كمارا                        | FW                                 | نادي الشباب                        |             | 1           |              |            |            | 1     |
| 49                                             | السعودية                           | عبد العزيز البيشي                  | RW                                 | نادي الاتحاد                       |             | 1           |              |            |            | 1     |
| 50                                             | السعودية                           | عبد الرحمن العبود                  | LW                                 | نادي الاتحاد                       |             | 1           |              |            |            | 1     |
| 51                                             | هولندا                             | جونينهو باكونا                     | CM                                 | نادي الوحدة                        |             | 1           |              |            |            | 1     |
| 52                                             | السعودية                           | خالد الغنام                        | LM                                 | نادي الهلال                        |             | 1           |              |            |            | 1     |
| 53                                             | السعودية                           | أحمد الجويد                        | CM                                 | نادي الطائي                        |             | 1           |              |            |            | 1     |
| 54                                             | السعودية                           | وليد الأحمد                        | DF                                 | نادي التعاون                       |             | 1           |              |            |            | 1     |
| 55                                             | سويسرا                             | ليو لاكروا                         | DF                                 | نادي الجبلين                       |             | 1           |              |            |            | 1     |
| 56                                             | البرازيل                           | كاكا مينديز                        | AM                                 | نادي الجبلين                       |             | 1           |              |            |            | 1     |
| 57                                             | السعودية                           | سعد السلولي                        | RW                                 | نادي الجبلين                       |             | 1           |              |            |            | 1     |
| 58                                             | البرازيل                           | فيتينيو                            | FW                                 | نادي الاتفاق                       |             | 1           |              |            |            | 1     |
| 59                                             | البرتغال                           | دانييل بودينسي                     | RW                                 | نادي الشباب                        |             |             | 1            |            |            | 1     |
| 60                                             | السعودية                           | مخير الرشيدي                       | RB                                 | نادي الفيحاء                       |             |             | 1            |            |            | 1     |
| 61                                             | السعودية                           | نواف المطيري                       | LB                                 | نادي الجبلين                       |             |             | 1            |            |            | 1     |
| 62                                             | السعودية                           | سالم الدوسري                       | LM                                 | نادي الهلال                        |             |             | 1            |            |            | 1     |
| 63                                             | البرازيل                           | فابينيو تافاريس                    | MF                                 | نادي الاتحاد                       |             |             |              | 1          |            | 1     |
| 64                                             | فرنسا                              | حسام عوار                          | AM                                 | نادي الاتحاد                       |             |             |              |            | 1          | 1     |
| مجموع الأهداف                                  | مجموع الأهداف                      | مجموع الأهداف                      | مجموع الأهداف                      | مجموع الأهداف                      | 50          | 19          | 12           | 6          | 4          | 91    |
| الأهداف العكسية التي سجلها اللاعب خطأً في مرماه |                                    |                                    |                                    |                                    |             |             |              |            |            |       |
| 1                                              | السعودية                           | عبد الله آل سالم                   | FW                                 | نادي الخليج                        | 1           |             |              |            |            | 1     |
| 2                                              | السعودية                           | زياد الرفاعي                       | CM                                 | نادي العين                         | 1           |             |              |            |            | 1     |
| الأهداف العكسية                                | الأهداف العكسية                    | الأهداف العكسية                    | الأهداف العكسية                    | الأهداف العكسية                    | 2           |             |              |            |            | 2     |
| إجمالي الأهداف المسجلة في المسابقة             | إجمالي الأهداف المسجلة في المسابقة | إجمالي الأهداف المسجلة في المسابقة | إجمالي الأهداف المسجلة في المسابقة | إجمالي الأهداف المسجلة في المسابقة | 52          | 19          | 12           | 6          | 4          | 93    |

آخر تحديث: 30 مايو 2025.

مصدر: الاتحاد السعودي لكرة القدم

#### حكام الساحة حسب عدد مباريات
مباراتين:
- عبد الله الحربي (السعودية)
- خالد الطريس (السعودية)

مباراة واحدة:
- محمد الغامدي (السعودية)
- ماريو إسكوبار (غواتيمالا)
- مشعل الشهري (السعودية)
- محمد البريدي (السعودية)
- دانيال سايبرت (ألمانيا)
- تركي هشلان (السعودية)
- عبد الرحمن السلطان (السعودية)
- سيباستيان زونينو (الأرجنتين)
- عبد الله زربان (السعودية)
- محمد الحربي (السعودية)
- محمد أبو شقارة (السعودية)
- محمد الدقاش (السعودية)
- عبد الله العويدان (السعودية)
- علي القحطاني (السعودية)
- خالد الأحمري (السعودية)
- سبيستايان غيشمر (النمسا)
- محمد السماعيل (السعودية)
- انستاسيوس بابابيترو (اليونان)
- راد أوبرينوفيتش (سلوفينيا)
- رائد الزهراني (السعودية)
- عبد الله الشهري (السعودية)
- سامي الجريس (السعودية)
- رادو بيتريسكو (رومانيا)
- خيسوس فالينزويلا (فنزويلا)
- ساشا ستيجمان (ألمانيا)
- أورس شنايدر (سويسرا)
- ماوريتسيو مارياني (إيطاليا) (حكم النهائي)